# 판베르메스케르켄 사이
판베르메스케르켄 사이(일본어: ファンウェルメスケルケン 際, 네덜란드어: Sai van Wermeskerken, 1994년 6월 28일 ~ )는 네덜란드에서 태어난 일본의 축구 선수로 포지션은 오른쪽 풀백이며 현재 J1리그 가와사키 프론탈레 소속이다.

## 구단 경력
그는 2015년 FC 도르드레흐트에 입단했다. 2017년 SC 캄뷔르로 이적했다. 2019년 에레디비시의 PEC 즈볼러로 이적했다. 2022년부터 2024년까지 SC 캄뷔르와 NEC 네이메헌에서 뛰었다. 2024년 J1리그의 가와사키 프론탈레로 이적했다.